# 崔伟德
崔伟德（Victor Cui /kwiː/）是一名加拿大高管，现任加拿大加式足球聯盟埃德蒙顿麋鹿队总裁兼CEO，ONE冠軍賽联合创始人、前CEO。

## 生平
崔出生于艾伯塔省埃德蒙顿，父母是菲律宾人，父亲有中国血统。五岁时，崔和他的家人离开埃德蒙顿前往西非，13岁时回到埃德蒙顿。他就读于阿尔伯塔大学，曾加入兄弟会Phi Gamma Delta。
在2011年成立ONE之前，他在体育媒体行业工作了近15年，曾在ESPN卫星体育和PGA巡回赛担任高管。
2022年1月，崔成为埃德蒙顿麋鹿队的总裁兼首席执行官，接替在2021赛季结束后被解雇的克里斯·普雷森。崔说回到埃德蒙顿领导他从小看到大的球队是“梦想成真”。